# Żywy
Żywy (niem. Siewen) – wieś mazurska w Polsce, położona w województwie warmińsko-mazurskim, w powiecie giżyckim, w gminie Kruklanki.
| SIMC    | Nazwa           | Rodzaj |
| ------- | --------------- | ------ |
| 0761696 | Kamienna Struga | osada  |

W latach 1975–1998 miejscowość należała administracyjnie do województwa suwalskiego. Leży nad jeziorem Żywy.
We wsi prosty, parterowy dwór i zdewastowany zespół folwarczny.